# 國場川
國場川（日语：／ Kokuba-gawa；琉球語：〔〕／ ）是日本沖繩本島南部的一條河流，被日本列為二級河川。
國場川發源於與那原町和西原町境內的運玉森一帶。其支流有發源於島尻郡南風原町的安里又川、發源於與那原町板良敷的宮平川、發源於南城市佐敷手登根的手登根川。這些支流在南風原町中部地區匯入國場川，並向西流；在那霸市與豐見城市交界處與長堂川合流而河面擴大，形成沖繩最大的乾濕地漫湖。饒波川在漫湖處注入國場川。隨後國場川向西注入東中國海。
國場川的入海口有著名的那霸港。在漫湖附近還有古跡真玉橋。

## 腳註
1. 1 2  国場川水系河川整備計画（PDF） 的存檔，存档日期2013-12-24.
2. ↑  沖縄県企画部土地対策課 的存檔，存档日期2013-12-24.